# The Piano Bird
The Piano Bird è una canzone del gruppo rock statunitense The Doors, scritta da John Densmore e Jack Conrad. 

## Descrizione
È il terzo singolo estratto dall'album Full Circle e pubblicato nel novembre 1972. I Doors (Manzarek, Krieger, & Densmore) vengono accompagnati alla chitarra da Jack Conrad, al basso da Charles Larkey, al Flauto da Charles Lloyd e alle percussioni da Bobbi Hall & Chico Batera.